# Eleições municipais em Fortaleza em 1982
As eleições municipais em Fortaleza em 1982 ocorreram em 15 de novembro, como parte das eleições municipais no Brasil naquele ano nos 23 estados e nos  territórios federais do Amapá e Roraima. Sendo uma capital de estado, a cidade estava sob a vigência do Ato Institucional Número Três, motivo pelo qual elegeria apenas os 33 vereadores, pois a escolha do novo prefeito caberia ao governador Gonzaga Mota em 1983.
Natural de Fortaleza, o engenheiro civil César Cals Neto formou-se pela Universidade Federal do Ceará em 1973, com pós-graduação em Engenharia de Transportes pela Universidade Federal do Rio de Janeiro em 1975. Ainda como estudante, foi chefe de gabinete da Casa Civil no governo de seu pai, César Cals, e depois superintendente dos Desportos e presidente da Empresa de Urbanização de Fortaleza (EMURF) na administração de Vicente Fialho como prefeito da capital cearense. Pouco depois de pós-graduado, coordenou o Núcleo de Desenvolvimento Tecnológico de Transportes e Trânsito da UFRJ, além de cumprir um estágio técnico em transporte urbano em Paris, em 1977. Eleito deputado federal pelo PDS em 1982, licenciou-se para assumir a prefeitura de Fortaleza no ano seguinte, exercendo o cargo até 1985.

## Resultado da eleição para prefeito
Eleição realizada pela Assembleia Legislativa do Ceará, onde quarenta e um deputados votaram a favor do indicado, três em branco e um votou nulo.
| Candidatos a prefeito de Teresina | Candidatos a vice-prefeito | Número | Coligação           | Votação | Percentual |
| --------------------------------- | -------------------------- | ------ | ------------------- | ------- | ---------- |
| César Cals Neto PDS               | -                          | 11     | PDS (sem coligação) | 41      | 91,11%     |
| Fontes:                           |                            |        |                     |         |            |

## Resultado da eleição para vereador
Havia 33 cadeiras em jogo.

Representação eleita
  PMDB: 21
  PDS: 12

| Vereadores de Fortaleza           | Partido | Votação |
| --------------------------------- | ------- | ------- |
| Antônio Fernandes de Oliveira     | PMDB    | 21.236  |
| Narcílio Andrade                  | PMDB    | 10.877  |
| José Barros de Alencar            | PDS     | 10.832  |
| José Eurico Matias                | PMDB    | 8.494   |
| Mário Sales Nunes                 | PMDB    | 8.002   |
| Juarez Leitão                     | PMDB    | 7.485   |
| José Fiúza Gomes                  | PMDB    | 7.356   |
| Antônio Ademar Arruda             | PMDB    | 6.873   |
| Zequinha Aristides Pereira        | PMDB    | 6.553   |
| José Araújo Castro                | PMDB    | 6.466   |
| Sergio Roberto Ferreira Costa     | PDS     | 6.413   |
| José Wellington Soares            | PMDB    | 6.341   |
| José Chaves Sidou                 | PMDB    | 6.151   |
| Luís Ângelo Pereira               | PDS     | 5.955   |
| Maria José Albuquerque Oliveira   | PDS     | 5.884   |
| José Herval Sampaio               | PMDB    | 5.849   |
| Francisca Ivone Pereira Melo      | PDS     | 4.821   |
| Djalma Eufrásio                   | PMDB    | 4.556   |
| José Maria Couto Bezerra          | PDS     | 4.499   |
| José Maurílio Assêncio de Araújo  | PDS     | 4.492   |
| José Hermano Albuquerque Martins  | PDS     | 4.323   |
| Nildes Alencar Lima               | PMDB    | 4.071   |
| Haroldo Jorge Braun Vieira        | PDS     | 4.047   |
| Francisco Lopes                   | PMDB    | 3.877   |
| Iria de Almeida Ferrer            | PMDB    | 3.872   |
| Samuel Morais Braga               | PMDB    | 3.851   |
| Aluísio Menezes Fontenele         | PDS     | 3.759   |
| Raimundo Ferreira de Araújo       | PMDB    | 3.707   |
| Marcus José Fernandes de Oliveira | PMDB    | 3.693   |
| Paulo de Tarso Facó Bezerra       | PMDB    | 3.616   |
| Emanuel Teles Rosa Júnior         | PMDB    | 3.589   |
| Gutemberg Braun                   | PDS     | 3.518   |
| Ernesto Gurgel                    | PDS     | 3.367   |
| Fontes:                           |         |         |